# Keratoconjunctivitis sicca
Keratoconjunctivitis sicca (KCS) ook droge ogen genoemd, is een aandoening aan de ogen, veroorzaakt door een verminderde traanproductie (kwantitatief) of onjuiste samenstelling (kwalitatief) van de traancomponenten.
Keratoconjunctivitis sicca is Latijn. De letterlijke vertaling is "droogheid van hoornvlies (cornea) en bindvlies (conjunctiva)".

## Symptomen
Typische klachten zijn droogheid, een brandend gevoel en het gevoel dat er zand in de ogen zit, wat toeneemt gedurende de dag. De symptomen worden ook wel omschreven als een jeukerig gevoel, het gevoel alsof het oog is geschaafd, en stekende of vermoeide ogen. Andere symptomen zijn pijn, roodheid, een trekkend gevoel, en druk achter het oog. Het kan voelen alsof er iets in het oog zit. De droogheid zorgt voor een oncomfortabel gevoel en overgevoeligheid voor fel licht. Normaal gesproken zijn beide ogen aangedaan met deze aandoening.
Het komt voor dat de ogen een plakkerige afscheiding geven. Alhoewel het misschien tegenstrijdig lijkt, kunnen droge ogen ook tranende ogen veroorzaken. Dit kan veroorzaakt worden door de irritatie die optreedt. Deze reflextranen zorgen niet per se voor comfortabeler ogen. Het is waterig traanvocht dat wordt geproduceerd in reactie op beschadiging, irritatie of emotie. Het vocht van reflextranen heeft niet de bevochtigende eigenschappen die droge ogen voorkomen.
Omdat knipperen een traanfilm over de ogen legt, nemen de klachten toe bij activiteiten waarbij de knipperfrequentie afneemt. Onder deze activiteiten vallen onder andere langdurig lezen, computergebruik, autorijden en televisie kijken. Symptomen nemen toe bij winderige, stoffige of rokerige omgevingen, in droge omgevingen, bij hoge hoogten, op dagen met een lage luchtvochtigheid, en op plekken waar gebruikgemaakt wordt van airconditioning, ventilatoren, verwarming of haardrogers. Ook het gebruik van bepaalde cosmetica rond de ogen en kunstwimpers kunnen invloed op de droogte van de ogen hebben. De symptomen worden beperkt bij koel, regenachtig, of mistig weer en in vochtige omstandigheden, zoals bij het douchen.
De meeste mensen met droge ogen ervaren een beperkte irritatie en hebben geen last van langetermijneffecten. Echter, indien de conditie onbehandeld blijft of verergert, dan kunnen complicaties optreden die oogbeschadiging kunnen veroorzaken, wat resulteert in verminderd zicht of (in uitzonderingsgevallen) tot het verlies van het zicht.
Symptoombeoordeling is een belangrijk onderdeel van de diagnosestelling van droge ogen. Verschillende vragenlijsten zijn ontwikkeld om een score te bepalen die tot de diagnose van droge ogen kan leiden. De Engelstalige McMonnies & Ho dry eye questionnaire is een vragenlijst die vaak gebruikt wordt bij klinische studies over droge ogen. Zij bevat 14 vragen die een score tussen de 0 en 45 kunnen opleveren. Scores boven 14,5 passen bij de diagnose van droge ogen.

## Diagnose
De diagnose droge ogen kan normaal gesproken gesteld worden op basis van enkel de symptomen. Tests kunnen de kwantiteit en kwaliteit van de tranen in kaart te brengen. Een spleetlamponderzoek kan uitgevoerd worden om de diagnose van droge ogen te stellen en om eventuele schade aan te tonen.
Een Schirmertest kan de hoeveelheid vocht van het oog meten. Deze test is nuttig om de ernst van de aandoening te bepalen. Bij deze test wordt een strookje speciaal vloeipapier vijf minuten lang in het oog gehangen. Op basis van deze test kan de diagnose droge ogen worden gesteld als er minder dan 5 mm papier bevochtigd is.
- Tear Break-up time-test (BUT-test)

## Oorzaken
Elke afwijking van een van de drie lagen waaruit de traanfilm is opgebouwd zorgt voor een instabiele traanfilm, waarbij symptomen optreden van keratitis sicca.

### Tekortschietende traanproductie
Keratoconjunctivitis sicca wordt normaal gesproken veroorzaakt door inadequate traanproductie. De waterige traanfilm is aangedaan, wat resulteert in aqueous tear deficiency (ATD) of lacrimale hyposecretie. De traanklier produceert niet voldoende tranen om de gehele conjunctiva en cornea bevochtigd te houden. Dit treedt normaal gesproken op bij mensen die verder gezond zijn. Een hoge leeftijd is geassocieerd met verminderde traanproductie.
Een aantal bij diagnoses gestelde oorzaken zijn idiopathisch, congenitale alacrima, xerofthalmie, lacrimal gland ablation, en sensorische denervatie. In uitzonderlijke gevallen kan het een symptoom zijn van collageen-vasculaire ziekten, waaronder reumatische artritis, Wegeners granulomatose, en lupus erythematodes, syndroom van Sjögren en auto-immuunziekten geassocieerd met het syndroom van Sjögren zijn condities geassocieerd met aqueous tear deficiency. Medicijnen zoals isotretinoïne, sedativa, diureta, tricyclische antidepressiva, bloeddrukverlagers, orale contraceptiva, antihistaminen, nasale decongestantia, bèta-blockers, fenothiazines, atropine, en pijnverlagende opiaten zoals morfine kunnen deze conditie veroorzaken of verergeren. Infiltratie van de traanklieren bij sarcoïdose of tumoren, of postradiation fibrosis van de traanklieren kunnen deze aandoening ook veroorzaken.

### Abnormale samenstelling van de traanfilm
Keratoconjunctivitis sicca kan ook veroorzaakt worden door een abnormale samenstelling van de traanfilm waarbij de tranen te snel verdampen of verbruikt worden. Indien veroorzaakt door te snelle verdamping, dan wordt het evaporative dry eyes genoemd. Hierbij worden wel voldoende tranen aangemaakt, maar verdampen zij te snel. Het vocht van de tranen verdwijnt, zodat de tranen hypertoon zijn, te 'zout'. Daardoor kunnen hoornvlies en bindvlies niet onder alle omstandigheden volledig bedekt worden met een traanfilm.

### Andere oorzaken
Op leeftijd raken is een van de meest voorkomende oorzaken van droge ogen. Dit komt doordat de traanproductie vermindert naarmate iemand ouder wordt. Het kan ook veroorzaakt worden door thermische of chemische brandwonden, of (in epidemische gevallen) door adenovirussen. Verschillende studies tonen aan dat diabetici een vergrote kans hebben op droge ogen.
Een oogverwonding of andere problemen met de ogen of oogleden, zoals uitpuilende ogen of hangende oogleden kunnen keratoconjunctivitis sicca veroorzaken. Ziekten aan het ooglid kunnen de complexe knipperbeweging, noodzakelijk voor een goede verspreiding van de tranen, negatief beïnvloeden.
Ongeveer de helft van alle mensen die contactlenzen draagt geeft aan last te hebben van droge-ogensymptomen. Dit komt doordat zachte contactlenzen, die op de traanfilm boven de cornea (hoornvlies) drijven, de tranen absorberen van de ogen. Droge ogen kunnen ook vóórkomen of verergeren na LASIK en andere refractieve operaties, waarbij de zenuwen van het hoornvlies doorgesneden worden bij het maken van een corneaflap. De corneazenuwen stimuleren traanafscheiding. Oogdroogheid veroorzaakt door deze procedures verdwijnt meestal na enkele maanden.
Afwijkingen aan de lipide traanfilm veroorzaakt door blefaritis en rosacea, en afwijkingen van de mucin traanfilm veroorzaakt door vitamine A tekort, trachoma, difterische keratoconjunctivitis, mucocutane aandoeningen en bepaalde oogmedicatie kunnen keratoconjunctivitis sicca veroorzaken.

## Behandeling
Er zijn verschillende manieren om te behandelen. De hoofdgroepen kunnen als volgt worden omschreven: het vermijden van verergerende factoren, het stimuleren en aanvullen van traanvocht, het bevorderen van behoud van het oogvocht, het wassen van de oogleden en de behandeling van oogontstekingen.

### Algemene maatregelen
De droge ogen kunnen verergeren door een rokerige omgeving, stof en airconditioning en door onze natuurlijke neiging om het aantal knipperingen te verlagen bij concentratie. Vooral tijdens computergebruik zijn doelbewust knipperen en het rust geven van vermoeide ogen basismaatregelen die kunnen worden getroffen om ongemak te minimaliseren. Het wrijven van de ogen kan de irritatie verergeren, en kan daarom het beste worden vermeden. Aandoeningen zoals blepharitis gaan vaak samen met droge ogen. Het besteden van bijzondere aandacht aan het schoonmaken met milde shampoo en warme kompressen van de oogleden 's ochtends en 's avonds kan de klachten verlichten.

### Omgevingsfactoren
Droge, tochtige, rokerige en stoffige omgevingen moeten worden vermeden. Hieronder valt ook het zo veel mogelijk vermijden van föhns, verwarmingen, airconditioners en ventilatoren, vooral wanneer deze apparaten op de ogen staan gericht. Het gebruik van een bril en het naar beneden kijken door bijvoorbeeld het computerscherm te verlagen kan nuttig zijn om de ogen te beschermen wanneer de verergerende omgevingsfactoren niet kunnen worden vermeden. Het gebruiken van een luchtbevochtiger, vooral in de winter, kan helpen door vochtigheid aan de droge binnenlucht toe te voegen.

### Bevochtiging
Voor milde en matig droge ogen, is aanvullende bevochtiging het belangrijkste onderdeel van de behandeling.

#### Kunstmatige tranen
De toepassing van kunsttranen om de paar uur kan tijdelijke verbetering van de symptomen geven.

#### Autologous serum oogdruppels
Geen van de in de handel verkrijgbare kunsttranen bevatten de eigenlijke traancomponenten zoals de epidermale groeifactor, de hepatocyte groeifactor, fibronectin, de neurotrophic groeifactor, en vitamine a-componenten waarvan is aangetoond dat ze een belangrijke rol in het behoud van een gezonde oculaire oppervlakte epitheliaal omgeving spelen. Autologous serum oogdruppels bevatten wel deze eigenlijke traancomponenten. Toch is er nog enige controverse betreffende de doeltreffendheid van deze behandeling. Minstens één studie heeft aangetoond dat deze behandeling efficiënter is dan kunsttranen.

## Punctumpluggen
Het is ook mogelijk punctumpluggen te laten insereren door een oogarts. Deze werken als het ware als een stop in een afvoer. Dit is een bewezen effectieve behandeling, en tegenwoordig zijn deze er niet alleen in siliconen verkrijgbaar maar ook in een soort gel die veel beter wordt geaccepteerd door het lichaam; de zogenaamde Sum-plug.